# Sarcophaga ora
Sarcophaga ora är en tvåvingeart som beskrevs av Blackith, Blackith och Thomas Pape 1997. Sarcophaga ora ingår i släktet Sarcophaga och familjen köttflugor. Inga underarter finns listade i Catalogue of Life.